# The High Kings

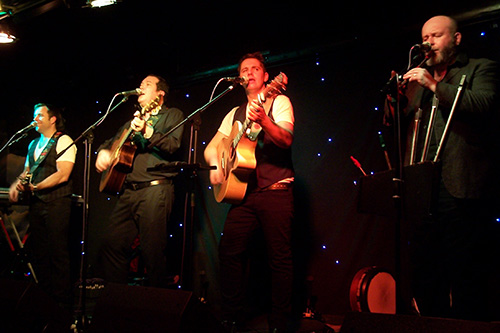
The High Kings i London 2011. Från vänster: Darren Holden, Finbarr Clancy, Brian Dunphy och Martin Furey.

The High Kings är en irländsk folkmusikgrupp som bildades i juni 2007 i Dublin. Bandet består av Finbarr Clancy, Brian Dunphy, Darren Holden och Paul O'Brien (som ersatt den ursprunglige medlemmen Martin Furey).

## Diskografi[1]
- 2008 The High Kings
- 2010 Memory Lane
- 2011 Live in Ireland
- 2013 Friends for Life
- 2015 Four Friends Live
- 2017 Decade: The Best of the High Kings
- 2021 Home from Home